# Галваничен елемент
Галваничният елемент (галваничната батерия, клетка) е химичен източник на електроенергия, в който възниква електрическо напрежение и протича електрически ток в резултат на химична реакция. Всяка комбинация от два различни електрода и електролит се нарича галваничен елемент, и те служат за източници на постоянно напрежение. Името идва от италианския лекар Луиджи Галвани. Той открива, че нервът на жабешки крак, докоснат с инструменти, изработени от различни метали, предизвиква мускулни потрепвания, тъй като образуваната по този начин редокс система създава напрежение подобно на галваничен елемент.

## История
Доказателствата за най-ранните галванични елементи в древността са противоречиви; електрическо напрежение може да се генерира с копие на приблизително 1800-годишна багдадска батерия. Не е известно дали оригиналният античен глинен съд е бил използван за тази цел, и това е само хипотеза.
През 1780 г. Луиджи Галвани открива, че когато с два различни метала – например мед и цинк, се докоснат едновременно различни участъци от нерва на крак от жаба, той се свива. Галвани тълкува ефекта като „животинско електричество“. В случая жабешкият мускул е едновременно и детектор на електрическия ток, и електролит.
Италианският физик и химик Алесандро Волта, заинтересован от опитите на Галвани, достига през 1790 г. до съвършено ново явление – създаване на поток от електрически заряд. Проверявайки гледната точка на Галвани, А. Волта провежда серия от опити и стига до извода, че причината за съкращението на мускула не е „животинското електричество“, а наличието във веригата на различни проводници в проводима течност. В потвърждение на това А. Волта заменя крака на жабата с изобретен от него електрометър (статичен волтметър) като детектор, и хартия, намокрена с електролит (солена вода). Така се стига до създаването на галваничния елемент, който представлява най-общо електрическа верига от два различни метала, чиито противоположни краища са потопени в електролит.
През 1799 г. Волта изобретява галваничната батерия, наречена „волтов стълб“, която представлява набор от галванични елементи, всеки от които се състои от метален диск, слой електролит и диск от друг метал. През 1800 г. А. Волта за пръв път публично обявява своите открития пред Британското кралско научно дружество.
През 1866 г. Жорж Лекланше патентова вид „мокра батерия“, наречена „елемент на Лекланше“. Представлява електрическа батерия (първичен елемент), т.е. не се презарежда, и в оригиналния си вид е снабдена с течен електролит. Техническите подобрения на елемента на Лекланше се свеждат до желиране на електролита, и той става предшественик на сухите батерии като цинково-въглеродна батерия и алкално-манганова батерия, често използвани днес. Никел-желязната батерия, една от първите презареждащи се батерии (акумулатор) е разработена почти едновременно и независимо от американеца Томас Алва Едисон и шведа Валдемар Юнгнер около 1900 г. Смята се за предшественик на по-късно разработения и подобрен никел-кадмиев акумулатор.

## Общи положения
Галваничните елементи се делят систематично на три групи:
- Първични елементи (първични батерии)[2], известни също като еднократни батерии. Характерно е, че след сглобяване елементът се зарежда и може да се разреди еднократно. Разрядът е необратим – първичният елемент вече не може да се зарежда електрически.
- Вторични елементи (вторични батерии)[3], разговорно наричани също акумулатори. След разреждане, вторичните батерии могат да бъдат презаредени с помощта на ток, който тече в посока, обратна на разряда. Химичните процеси в елемента са обратими, ограничени от броя на циклите. Енергийната плътност на вторичните клетки е по-ниска в сравнение с първичните клетки при същата температура.
- Горивни клетки (горивни елементи), известни още като третични елементи. При тези галванични елементи химическият енергиен носител не се съхранява в елемента, а непрекъснато се подава отвън. Този тип захранване позволява непрекъсната и по принцип неограничена работа.

## Принцип
Функцията на галваничните клетки се основава на редокс реакция. Редукцията и окисляването се извършват отделно на повърхностите на двата различни метала. Веригата се затваря чрез свързване на двете области с електронен проводник (външно) и с йонен проводник (вътрешно). Напрежението на електрическия ток зависи от вида на метала, концентрацията на разтвора в съответната област и температурата. За разлика от електролизата, например при галваничното покритие, електрическата енергия може да се получи в галваничната клетка, докато електролизата изисква подаване електрическа енергия.
При разреждане на галваничните елементи отрицателният полюс винаги е анодът (т.е. полюс, където се извършва окисляване), положителният полюс винаги е катодът (т.е. полюс, където се извършва редукция). По време на процеса на зареждане на вторичните клетки химичните реакции на полюсите се обръщат: окисляването се извършва на положителния полюс, поради което той в случая функционира по различен начин – като анод, и тогава отрицателният полюс е мястото на редукция и по този начин той е катодът.
Галваничната клетка доставя напрежение до достигане на химично равновесие. Галванична клетка, в която не тече ток, но има електродно напрежение, е в електрохимично равновесие.

## Терминология
Около 40 години след изобретенията на Волта, Майкъл Фарадей доказва, че галваничният елемент има химична природа. Фарадей въвежда в езика на химията нова терминология: електрод (катод и анод), електролит и йон (катион и анион). Ако обобщим, Галвани погрешно смята, че източникът на електричество (или източник на електродвижеща сила, ЕДС) е в организма на животното, Волта погрешно смята, че явлението е свързано с физичните свойства на изолираните електроди, но едва Фарадей правилно определя, че източник на ЕДС са химичните реакции на двете граници електрод-електролит. Авторитетен труд по интелектуалната история на галваничния елемент представлява съчинението на немския автор Вилхелм Оствалд.
При описване на галваничните елементи се ползва именно химическа терминология: окислението протича на анода, а редукцията – на катода:
- Електродът, на който протича окислението, се нарича анод. Това е електродът, който отделя в електролита положителни йони, а електроните подава по веригата. Анодът е отрицателният извод на елемента.
- Електродът, на който протича редукцията, се нарича катод. Там положителните йони се отлагат като атоми, като за целта по веригата получават електрони. Катодът е положителният извод на галваничния елемент.

## Елемент на Гроув
Галваничният елемент, изобретен от британския химик Уилям Гроув, използва анод от цинк в сярна киселина и катод от платина в азотна киселина. Елементът на Гроув намира известно приложение в телеграфната техника в средата на 19. век, но постепенно е заменен от елемента на Даниел, тъй като отделя отровни газове.

## Елемент на Даниел
Един от първите галванични елементи е елементът на Даниел-Якоби, наричан и елемент на Даниел. Той се състои от стъклен съд, разделен на две половини от пореста преграда. В едната част на съда се съдържа разтвор на CuSO4. 5H2O, (син камък) в който е потопен меден електрод. Той е положителният електрод (катодът) на галваничния елемент. В другата половина на съда се налива разтвор на ZnSO4 и се потапя цинков електрод. Той е отрицателният електрод (анодът) на елемента. Двата електрода се наричат полюси.
Металите на двата електрода се разтварят в електролита с различна скорост, като при това електродите се зареждат електрически, но до различна степен. Това поражда различен потенциал върху двата електрода, и ако те бъдат съединени директно или с проводник, протича електрически ток.
На двата електрода се извършват съответно окисление и редукция по реакциите:
Zn – 2e− → Zn2+ (E = −0,76 V)
Cu2+ + 2e− → Cu (E = +0,34 V)
или сумарно:
Cu2+ + Zn → Cu + Zn2+
а електрическият потенциал (електродвижещото напрежение, ЕДН) е 0,34 V − (−0,76 V) = 1,10 V
Вследствие тези реакции йони от цинка на анода се отделят в електролита, а върху катода се отделя мед от синия камък. По този начин анодът постепенно се консумира или корозира, а синият камък отделя съдържащата се в него мед. Ако нямаше пореста преграда, медта щеше да се отдели върху цинка до пълното му помедняване и напрежение нямаше да има.

## Видове
Цинково-въглеродният елемент е създаден през 1866 г. от Жорж Лекланше. Положителният полюс е от въглерод, покрит с манганов диоксид (MnO2), а отрицателният – от цинк. Електролитът е нишадър (NH4Cl), който обикновено се пропива в пясък. При работа с елемента се извършват процесите:
- на отрицателния полюс
Zn → Zn2+ + 2e-;
- на положителния полюс
2MnO2 + 2H2O + 2e- → 2MnO(OH) + 2OH-;
- в електролита
Zn + 2MnO2 + 2NH4Cl + 2OH- → Zn(NH3)2Cl2 + H2O
- или сумарно
Zn + 2MnO2 + 2NH4Cl → Zn(NH3)2Cl2 + 2MnO(OH),

т.е. електрическата енергия се получава за сметка на окислението на цинка от пиролузита.
Живачният галваничен елемент има цинкова амалгама на отрицателния полюс, а положителният полюс е от живачен(II) оксид. Електролитът е концентрирана калиева основа (КОН). При работа с елемента протичат процесите:
- на отрицателния полюс
Zn + 2OH- → ZnO + H2O + 2e-
- на положителния полюс
HgO + H2O + 2e- → Hg + 2OH-
- или сумарно
Zn + HgO → Hg + ZnO

В този случай цинкът се окислява от живачния оксид.
Цинкът е отрицателен полюс и при алкално-мангановия галваничен елемент. Отново окислително-редукционният процес е взаимодействието на цинка с манганов диоксид:
Zn + 2MnO2 → ZnO + Mn2O3.
Тук обаче условията за взаимодействие и крайните продукти са различни от елемента на Лекланше. Електролит е калиева основа (КОН), а положителният полюс – пресован графит и MnO2. На електродите се извършват процесите:
- на отрицателния полюс
Zn + 2OH- → ZnO + H2O + 2e-
- на положителния полюс
2MnO2 + H2O + 2e- → Mn2O3 +2OH-.